# Ratten
Ratten osztrák község Stájerország Weizi járásában. 2018 januárjában 1122 lakosa volt. 

## Elhelyezkedése

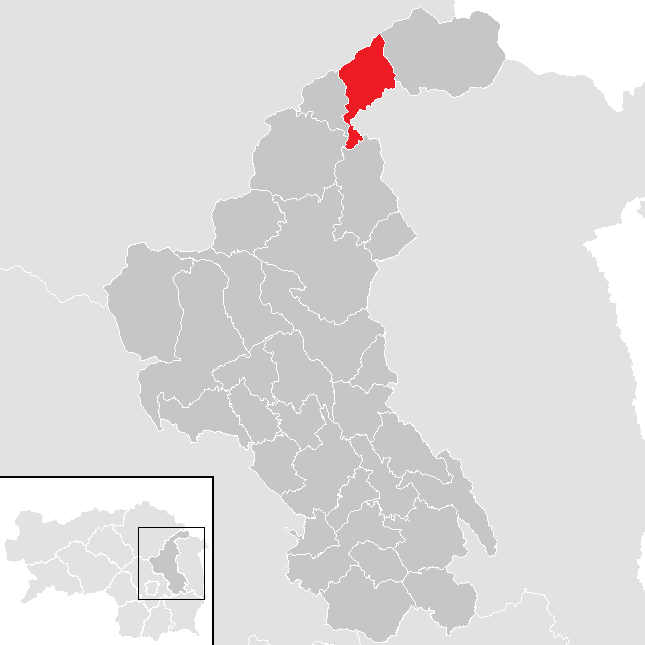
Ratten a Weizi járásban

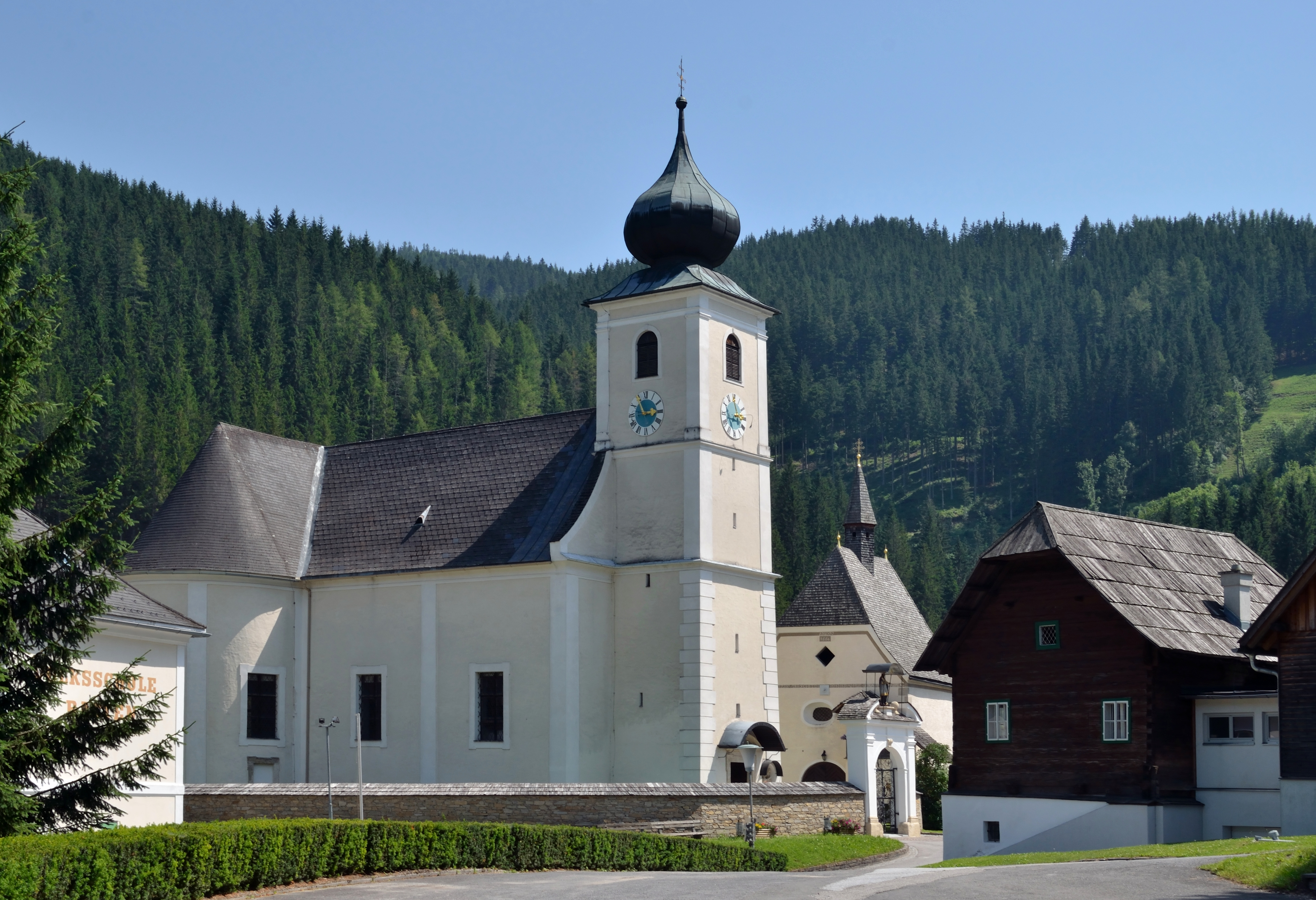
A Szt. Miklós-templom

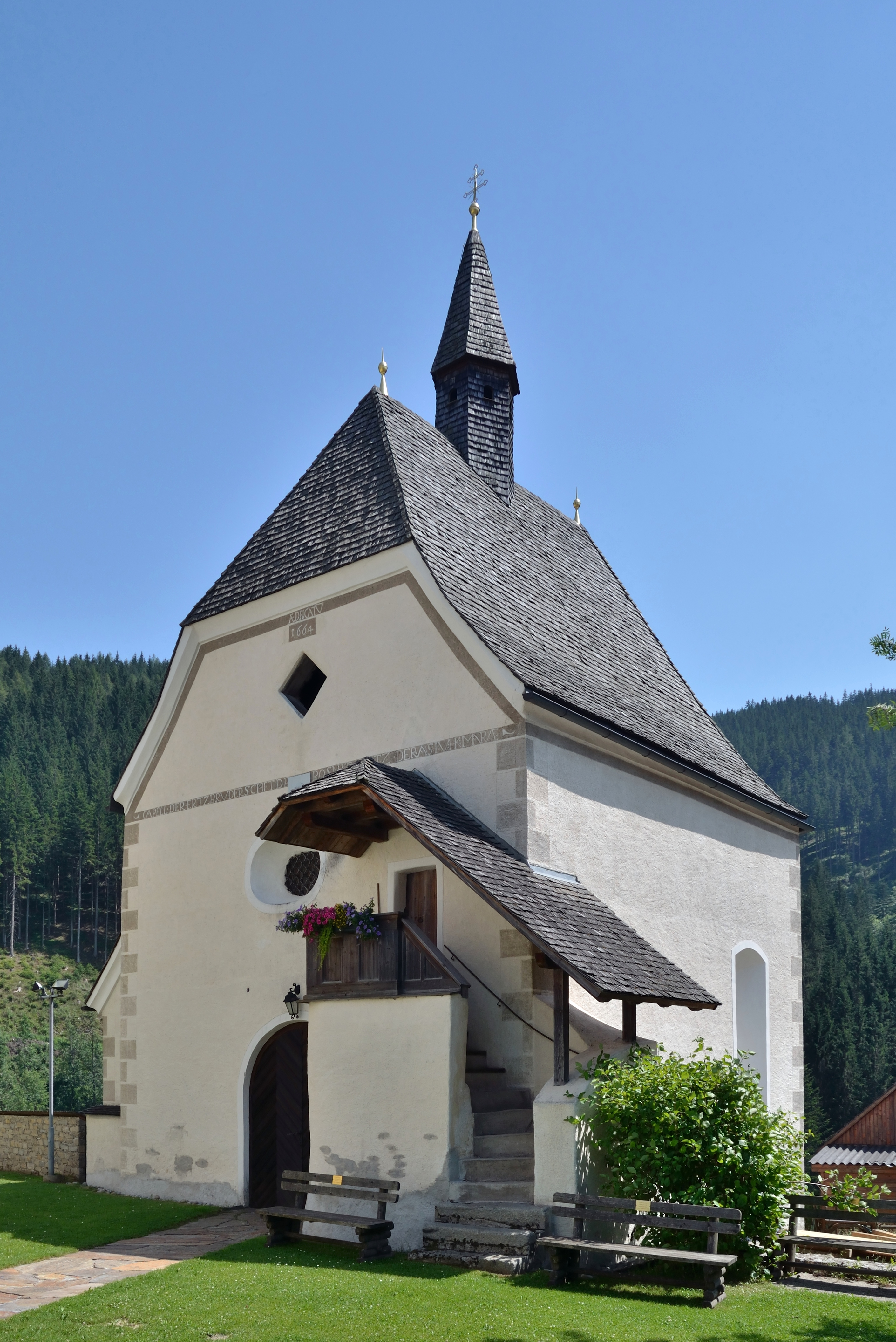
A Rózsafüzér-kápolna

Ratten a Feistritz folyó mentén fekszik a Pretulalpen és a Joglland hegységei között, mintegy 25 km-re északra a járási központ Weiztől. Az önkormányzat 2 települést egyesít: Grubbauer (349 lakos 2018-ban) és Kirchenviertel (773 lakos).
A környező önkormányzatok: északkeletre Rettenegg, délkeletre Sankt Jakob im Walde, délre Strallegg, délnyugatra Fischbach, nyugatra Sankt Kathrein am Hauenstein, északnyugatra Langenwang, északra Mürzzuschlag.

## Története
A települést először 1340-ben említik Roeten néven. A feudális birtokokat 1848-ban számolták fel; ezután 1850-ben megalakult a községi önkormányzat. 1922-ben lignitbánya nyílt a község területén. Miután Ausztria 1938-ban csatlakozott a Német Birodalomhoz, Rattent a Stájerországi reischgauba sorolták. A második világháború során 1944. július 26-án a német vadászgépek lelőttek egy amerikai Boeing B-17 bombázót Ratten fölött, a legénység öt tagja életét vesztette. 1945 és 1955 között Ratten a brit megszállási zónához tartozott. 
1960-ban az utolsó tárnát is bezárták, az egykori bányászközség ma a turizmusból él. 2014-ben 21 új szélkerék beállításával a ratteni lett a legnagyobb alpesi szélerőmű az országban. 

## Lakosság
A ratteni önkormányzat területén 2018 januárjában 1122 fő élt. A lakosságszám 1991 óta (akkor 1320 fő) csökkenő tendenciát mutat. 2015-ben a helybeliek 93,7%-a volt osztrák állampolgár; a külföldiek közül 0,4% a régi (2004 előtti), 1,8% az új EU-tagállamokból érkezett. 0,4% a volt Jugoszlávia (Szlovénia és Horvátország nélkül) vagy Törökország, 3,7% egyéb országok polgára. 2001-ben a lakosok 95,3%-a római katolikusnak, 2,4% pedig felekezet nélkülinek vallotta magát.  

## Látnivalók
- a Szt. Miklós-plébániatemplomot 1418-ban említik először. 1708-15 között átépítették, csak a tornya maradt a régi. Belső berendezése a késő 17. (szószék) és 18. századokból származik.
- a templom melletti Rózsafüzér-kápolna 1664-ben épült.
- bányászmúzeum
- fúvószenekar-múzeum

## Testvértelepülések
- Waldalgesheim (Németország)

## Fordítás
- Ez a szócikk részben vagy egészben  a   Rettenegg című német Wikipédia-szócikk ezen változatának fordításán alapul.  Az eredeti cikk szerkesztőit annak laptörténete sorolja fel. Ez a jelzés csupán a megfogalmazás eredetét és a szerzői jogokat jelzi, nem szolgál a cikkben szereplő információk forrásmegjelöléseként.